# タライマンナール
タライマンナール（タミル語: தலைமன்னார்; シンハラ語: තලෙයිමන්නාරම）とは、スリランカの北部州マンナール県の村落でマンナール島の北西部の海岸に位置する。
県都のマンナールから25km離れた場所に位置する。タライマンナールは県都のマンナールから伸びた道路を通って訪れることができる。マンナール島とスリランカの他の地域は土手道を通る道路で結ばれており、タライマンナールとマンナールの間にある道路もこの経路に含まれている。

## 歴史

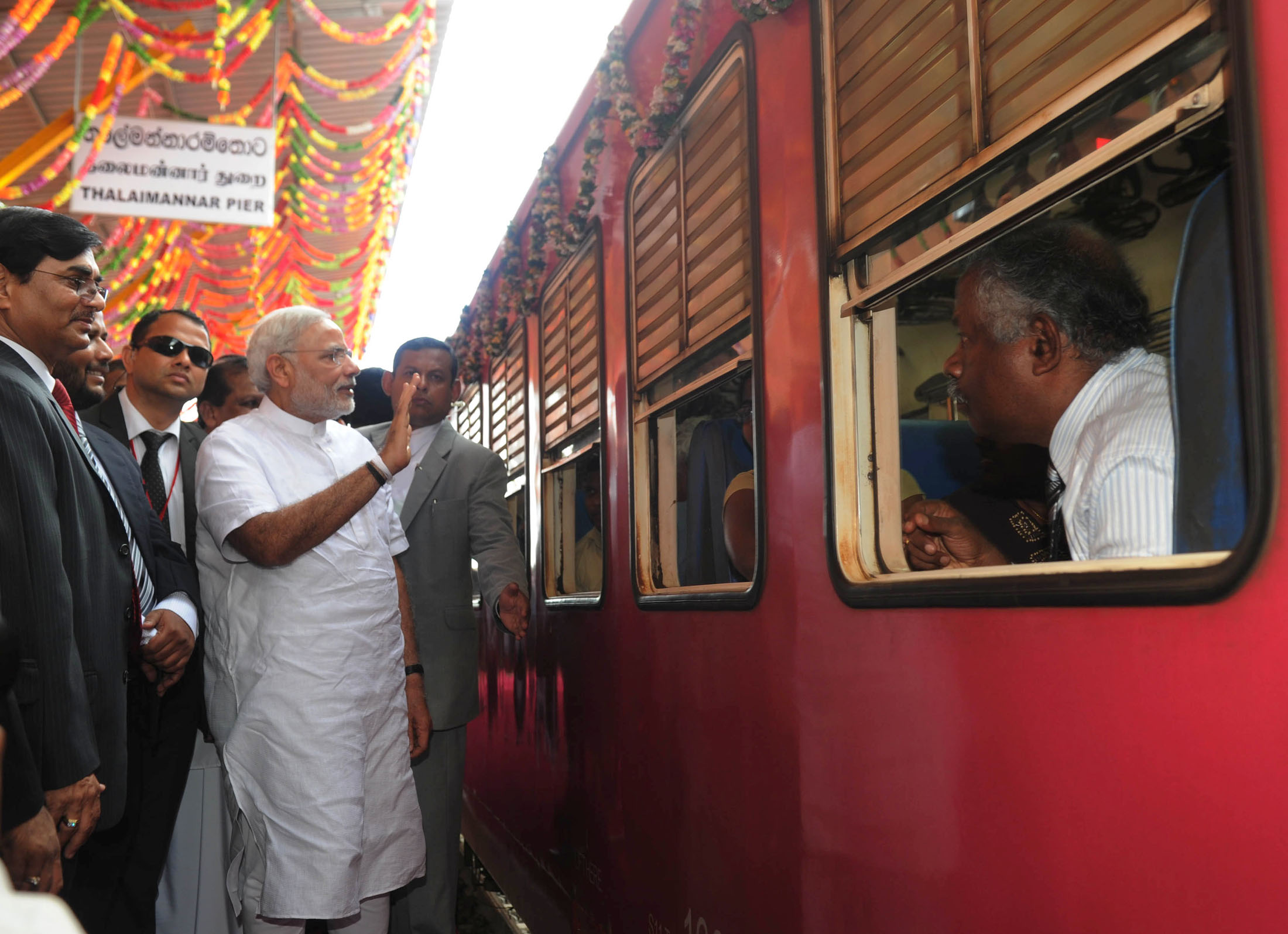
2015年に再開した桟橋の駅

漁民の集落だった時代のタライマンナールには灯台とカトリックの教会が建ち、砂州にはココヤシとパルミラヤシの林が点在していた。
1964年12月に発生したサイクロンによって甚大な被害を受けるまでは、タライマンナールはポーク湾の浅瀬を渡ってインドに渡る連絡船の終点となっていた。また、1914年にタライマンナール桟橋駅とスリランカ鉄道北部線のメダワッチヤ駅を結ぶマンナール線が開通した。連絡船の運航はインド＝ランカ鉄道（en）のサービスの一部であり、旅客はタライマンナールとインドのパーンバン島のダヌシュコディの間をフェリーで移動していた。鉄道と連絡船はイギリスの植民地時代にはスリランカの中央高地地帯に出稼ぎに来たインド系のタミル人労働者の移動手段となり、タライマンナールと首都のコロンボを結ぶ寝台列車も運行されていた。
1983年のスリランカ内戦によってタライマンナールの集落と線路が破壊され、翌1984年に連絡船は運航を休止する。タライマンナールとメダワッチヤを結ぶ線路を再建する作業が行われ、2015年にマンナール線が復旧し、列車の運行が再開された。しかし、列車の運行が再開された後も連絡船の運航は再開されていない。

## 土地の利用
タライマンナールは風が吹き付ける場所にあり、カイトサーフィンとカイトボーディングの競技者の目的地になっている。スリランカ政府はタライマンナールでのウィンドファームの建設を計画したが、この地域はバードサンクチュアリであり、現地の社会から反対を受けた。